# رواية الإسكندر
رواية الإسكندر (بالفرنسية القديمة: Li romans d'Alixandre) هي عمل أدبي مشتقة من قصة الإسكندر والتي ألفت في القرن الثاني عشر الميلادي في فرنسا. وقد أطلق على البيت الإسكندري هذا الإسم بالنسبة إلى هذا العمل. "وقد استخدم" وزنَ هذا البيت "كل من رونسار وجماعة البلياد، لكنه اكتمل على أيدي الكلاسيين العظام في القرن السابع عشر".